# Spotkanie na Kasjopei
Spotkanie na Kasjopei (ros. Отроки во Вселенной) – radziecki film z 1974 roku w reżyserii Riczarda Wiktorowa. Film fantastyczny dla młodzieży  opowiadający o kontakcie dziecięcych bohaterów z przedstawicielami obcej cywilizacji.

## Obsada
- Misza Jerszow jako Siereda
- Sasza Grigorjew jako Koziełkow
- Wołodia Sawin jako Kopanygin
- Wołodia Basow jako Łobanow
- Olga Bitiukowa jako Kutiejszczykowa

## Wersja polska
- Reżyseria dubbingu: Izabela Falewicz

Głosów użyczyli:

- Marian Opania – Siereda
- Paweł Wawrzecki – Koziełkow
- Tomasz Pacuła – Kopanygin
- Witold Dębicki – Łobanow
- Ilona Kuśmierska – Kutiejszczykowa

Źródło: